# حسینقلی مستعان
حسینقلی مستعان (زاده ۱۲۸۳، شمیران – درگذشته ۱۵ اسفند ۱۳۶۱) مترجم و داستان‌نویس ایرانی بود. اسامی مستعار وی عبارتند از: حبیب، انوشه، ح. م؛ و حمید حمید. گلاب آدینه فرزند اوست.

## زندگی‌نامه
حسینقلی مستعان در سال ۱۲۸۳، در تهران دیده به‌جهان گشود. پس از اتمام دورهٔ دبیرستان در دارالفنون، مدتی در مدرسهٔ علوم سیاسی به‌تحصیل پرداخت. کار روزنامه‌نویسی را از آغاز قرن (هجری شمسی) و از ۱۷ سالگی به‌عنوان روزنامه‌نگار و عکاس در روزنامهٔ نیمه‌رسمی «ایران» آغاز کرد؛ و چون به‌کار روزنامه‌نگاری علاقهٔ زیادی داشت، خیلی زود به‌سردبیری آن روزنامه رسید. مستعان قصه‌نویسی را از سال ۱۳۱۴ در مجلهٔ «مهرگان» شروع کرد.
مستعان دستی هم در ترجمه داشت: معروفترین ترجمهٔ او رمان بینوایان شاهکار ویکتور هوگو است که در سال ۱۳۱۰ به فارسی برگرداند و ابتدا به صورت پاورقی در مطبوعات منتشر کرد.
وی در روز ۱۵ اسفند ۱۳۶۱ درگذشت.

## آثار
- استخوان زیر پی (مجموعه داستان کوتاه)
- دلی در تند باد هوسی اول اردیبهشت ۱۳۴۰
- رابعه (داستان تاریخی)
- قصهٔ رسوائی (داستان) (۱۳۴۱)
- قصهٔ انسانیت
- پشیمان (داستان)
- آفرین (داستان)
- آفت (داستان عاشقانه) (دههٔ ۴۰)
- افسانه (داستان)
- ارمغان زندگی
- شیرین (داستان)
- عشق مقدس (داستان)
- پلهٔ اول (داستان)
- نوری
- بهشت روی زمین
- شهرآشوب (داستان عاشقانه) (دهه ۳۰)
- دلخسته
- آتش به‌جان شمع فتد (۱۳۴۲)
- مثل خدا که مال همه است.
- از شمع پرس قصه (۱۳۳۵) (رمان)
- ح‍م‍وی‍ه: داس‍ت‍ان‍ی از ع‍ش‍ق و ه‍ج‍ران‌/ عنوان روی جلد: حمویه: شکوه و عظمت پادشاهی سامانیان و حدیث دلدادگی
- شیده
- آزیتا
- شوریده
- پیرزا
- لذت
- مهربانی
- رخزا

### ترجمه
- بینوایان، اثر ویکتور هوگو، در دو مجلد از انتشارات جاویدان
- یهودی سرگردان، اثر اوژن سو، در دو مجلد از انتشارات جاویدان

## پانوشت‌ها
1. ↑  تاریخ ترجمه ادبی از فرانسه به فارسی/ انتشارات سخن‌گستر، ۱۳۹۲